# Чолак, Эмине
Эмине Чолак (тур. Emine Çolak; род. 9 марта 1958 года, Никосия) ― юрист и политический деятель Турецкой Республики Северного Кипра. Министр иностранных дел ТРСК в правительстве Омера Кальонджу с июля 2015 года по апрель 2016 года.

## Биография
Эмине Чолак родилась 9 марта 1958 года в Никосии. Изучала юриспруденцию в Школе восточных и африканских исследований Лондонского университета и окончила его в 1979 году. Годом позднее получила лицензию на осуществление адвокатской деятельности. Начала работать в юридическом офисе в Никосии в 1982 году и занималась в основном административными, семейными, коммерческими, имущественными и правозащитными делами. Работала юристом по контракту в Департаменте рекламы.
Эмине Чолак основала Ассоциацию прав человека турок-киприотов и оставалась её председателем, когда была назначена министром иностранных дел. Была членом муниципального совета Никосийско-турецкого муниципалитета в период с 1994 по 2002 год и координировала работу юридической комиссии по подготовке плана Аннана для Кипра в 2003 и 2004 годах. Чолак принимала участие в переговорах между двумя общинами начиная с 1990 года и участвовала в турецко-греческом форуме в 2002 году. В рамках своего вклада в дело неправительственных организаций она занималась вопросами прав детей, прав женщин, прав ЛГБТ, прав пациентов и прав беженцев. Она является одним из основателей Ассоциации арбитража турок-киприотов, Инициативы по борьбе с гомофобией, Ассоциации по правам пациентов и Ассоциации по правам беженцев. Она также была председателем исполнительного совета Сима Радё. Президент ТРСК Мехмет Али Талат назначил ее в Высший судебный совет в 2007 году, где она проработала до 2011 года.
Вступила в должность министра иностранных дел 16 июля 2015 года в кабинете Калионку, тем самым став первой женщиной на этом посту в ТРСК.
У Чолак есть трое детей, она говорит по-английски и по-французски.